# Agnes Poschner
Agnes Poschner-Zilken, född 16 januari 1880 i Helsingfors, död 15 augusti 1935 i Leipzig var en finländsk operasångerska (sopran).

## Biografi
Som mycket ung tillhörde Poschner Sofie Bonnevies kvinnokör, som i december 1901 konserterade med Pergolesis Stabat mater. Poschner sjöng där ett sopransolo, men fick dåliga recensioner i media. En recensent skrev: "Rösten klingade svag, allt sjöngs ur halsen och [även] de enklaste melodiska utsirningar bortfuskades. Det är möjligt att den unga sångerskan skulle kunna bjuda på någonting bättre i en annan lokal, men i kyrkan gjorde sig hennes sång på intet sätt gällande."
Poschner studerade sång för Emmy Achté i Helsingfors och gav sin första konsert den 13 mars 1903. Vid konserten sjöng hon bland annat Oskar Merikantos Ilmattaren laulu och Kun päivä paistaa samt Armas Järnefelts Solsken. Recensionerna blev mycket goda.
Efter debutkonserten reste Poschner till Paris för att under två terminer studera sång hos professor Duvernoy och i januari 1907 provsjöng hon med framgång för operan i Haag. Året därpå gästade hon och Armas Järnefelt Kungliga Operan i Stockholm. De båda fick stor kritik i svenska tidningar; en kritiker på Aftonbladet skrev: "Vad är meningen? Ska man erbjuda fasta positioner på vår opera till finnar - till utlänningar" och i Dagens Nyheter kritiserade Wilhelm Petterson-Berger Järnefelt för hans finskhet. När Aino Ackté fick reda på saken använde hon den svenska diskrimeringen som ett skäl för att grunda en nationell finsk opera.
Den 2 oktober 1911 medverkade Poschner i uppsättningen av operetten Pajazzo på Inhemska Operan tillsammans med bland andra Eino Rautavaara och Wäinö Sola. Detta kom att bli början på grundandet av Finlands nationalopera. I början av 1910-talet flyttade Poschner till Tyskland, där hon mellan 1912 och 1922 var verksam vid stadsteatern i Elberfeld. Därefter var hon verksam vid stadstearn i Karlsruhe, gästspelade i Nederländerna och genomgick sångutbildning i Leipzig, där hon avled 1935. Hon var gift med den tyske tenorsångaren Willy Zilken.
Åren 1905 och 1909 gjorde Poschner 20 skivinspelningar med både finska och svenska sånger. En av dessa gjordes tillsammans med operasångaren Alarik Uggla.